# Cornelia-Sabina Ispas
Cornelia-Sabina Ispas (n. 1941) este un etnolog român, membru titular al Academiei Române din 2009.